# Grotte di Toirano
Das Höhlensystem Grotte di Toirano befindet sich oberhalb der Ortschaft Toirano, Provinz Savona, in der Region Ligurien in Italien. Es liegt am Ende des Vallone del Vero, des Tals der Wahrheit, sieben Kilometer vom Mittelmeer entfernt zwischen den Orten Albenga und Finale Ligure an der Riviera di Ponente. Neben den drei zu besuchenden Grotten sollen etwa 70 weitere Tropfsteinhöhlen in der Region liegen.

## Geschichte

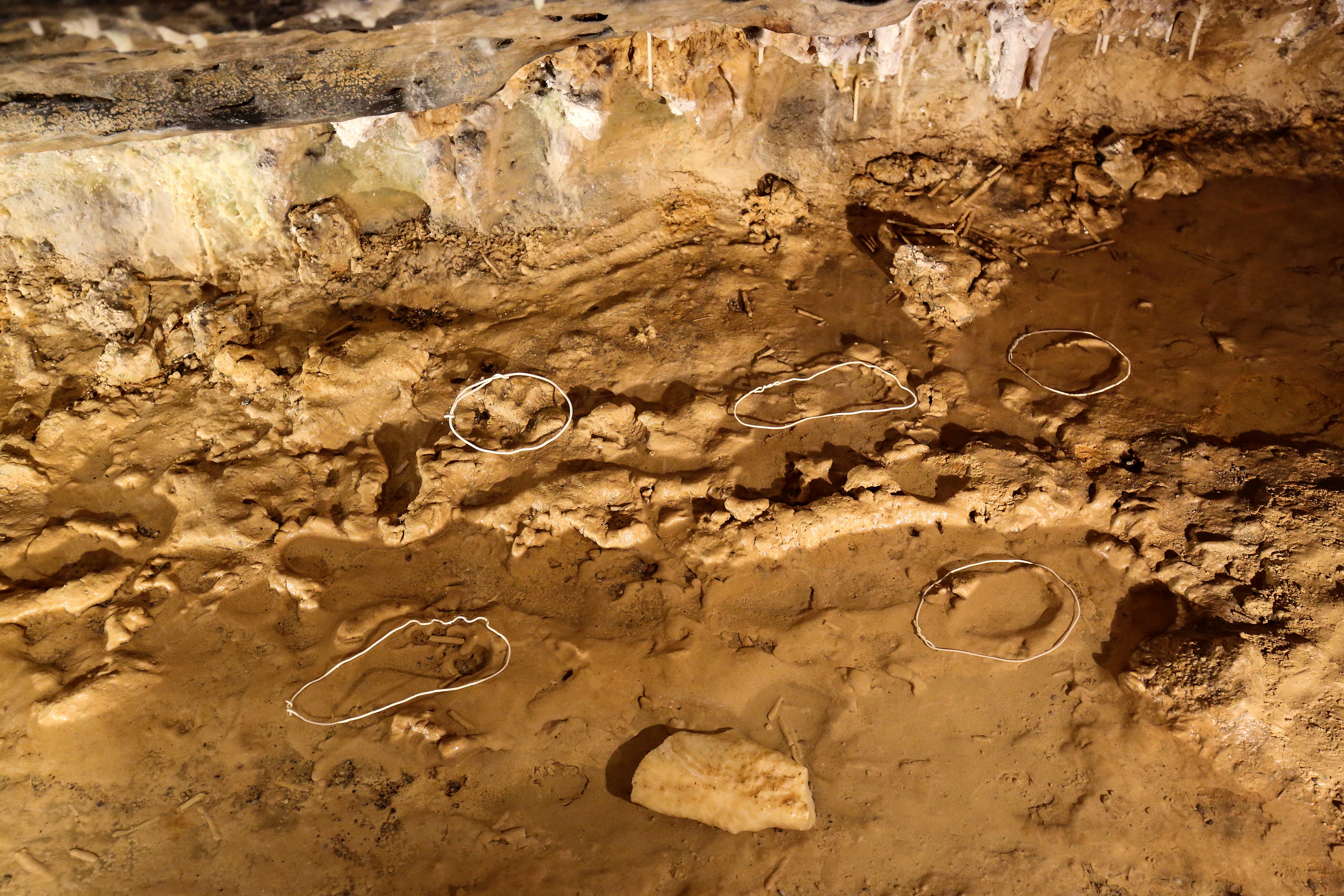
Fußspuren menschlicher Vorfahren in der Grotte

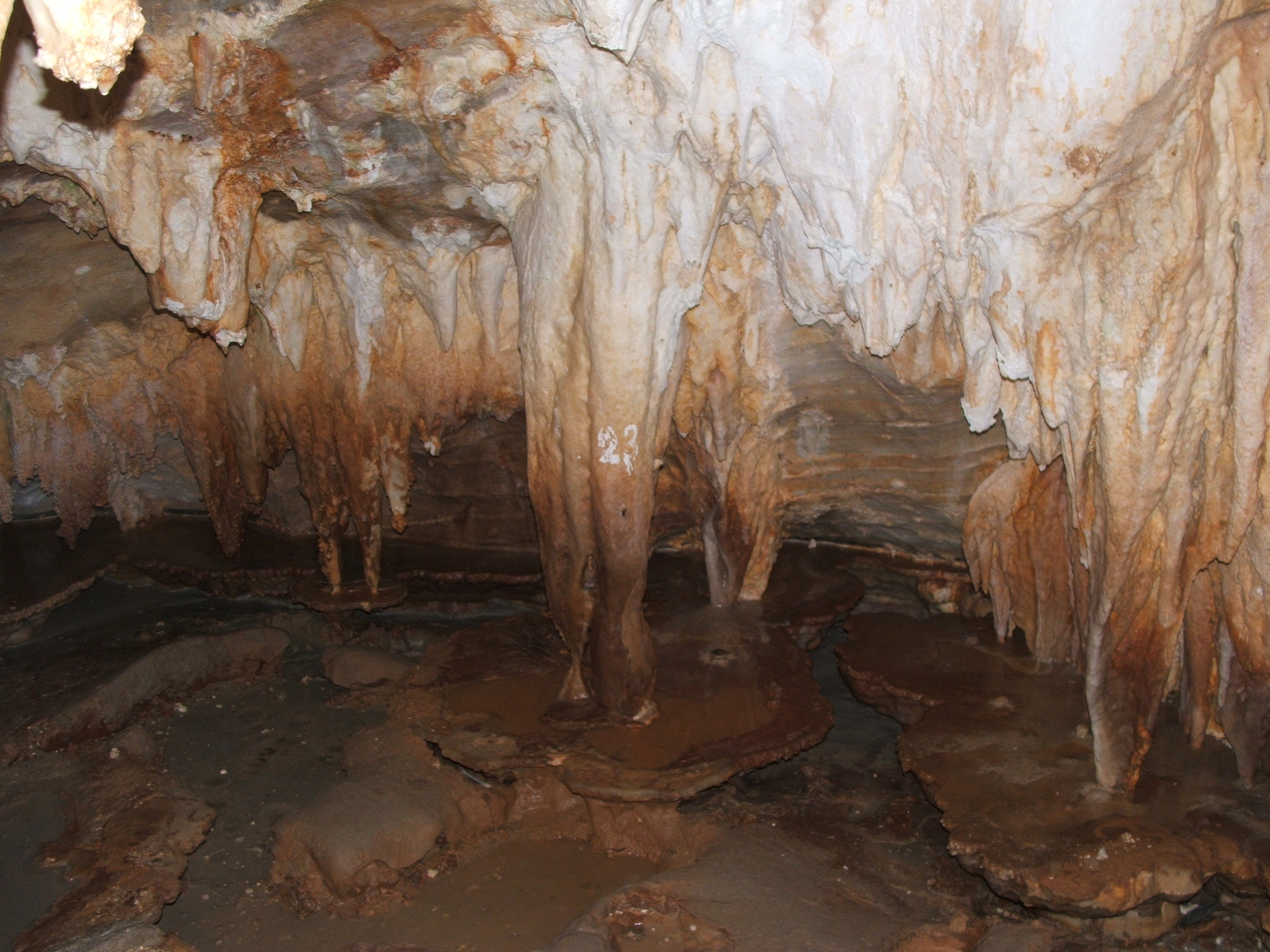
Stalaktitenvorhänge in der Grotte

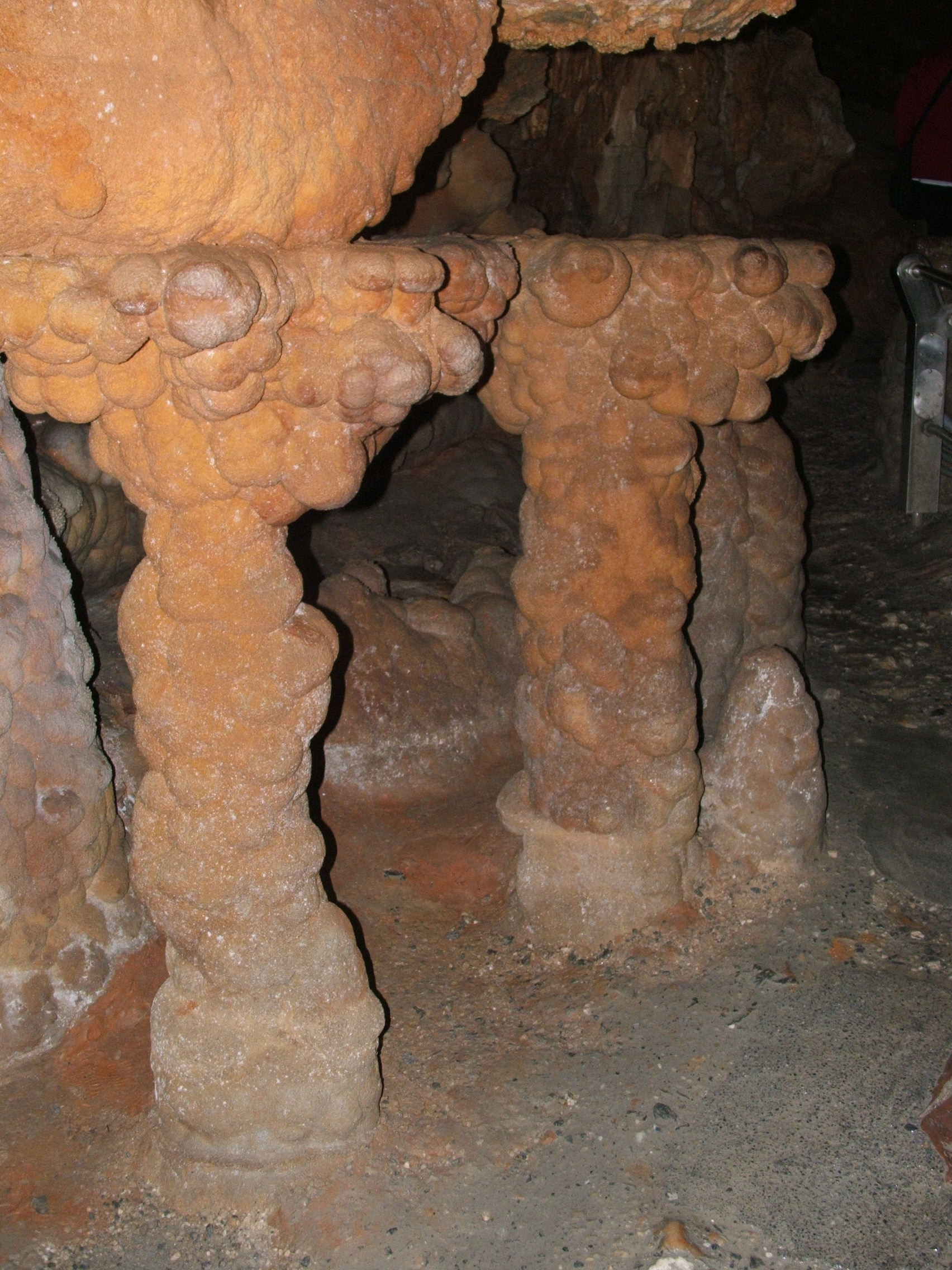
Deutlich ist der alte Wasserspiegel vor der Entwässerung zu sehen.

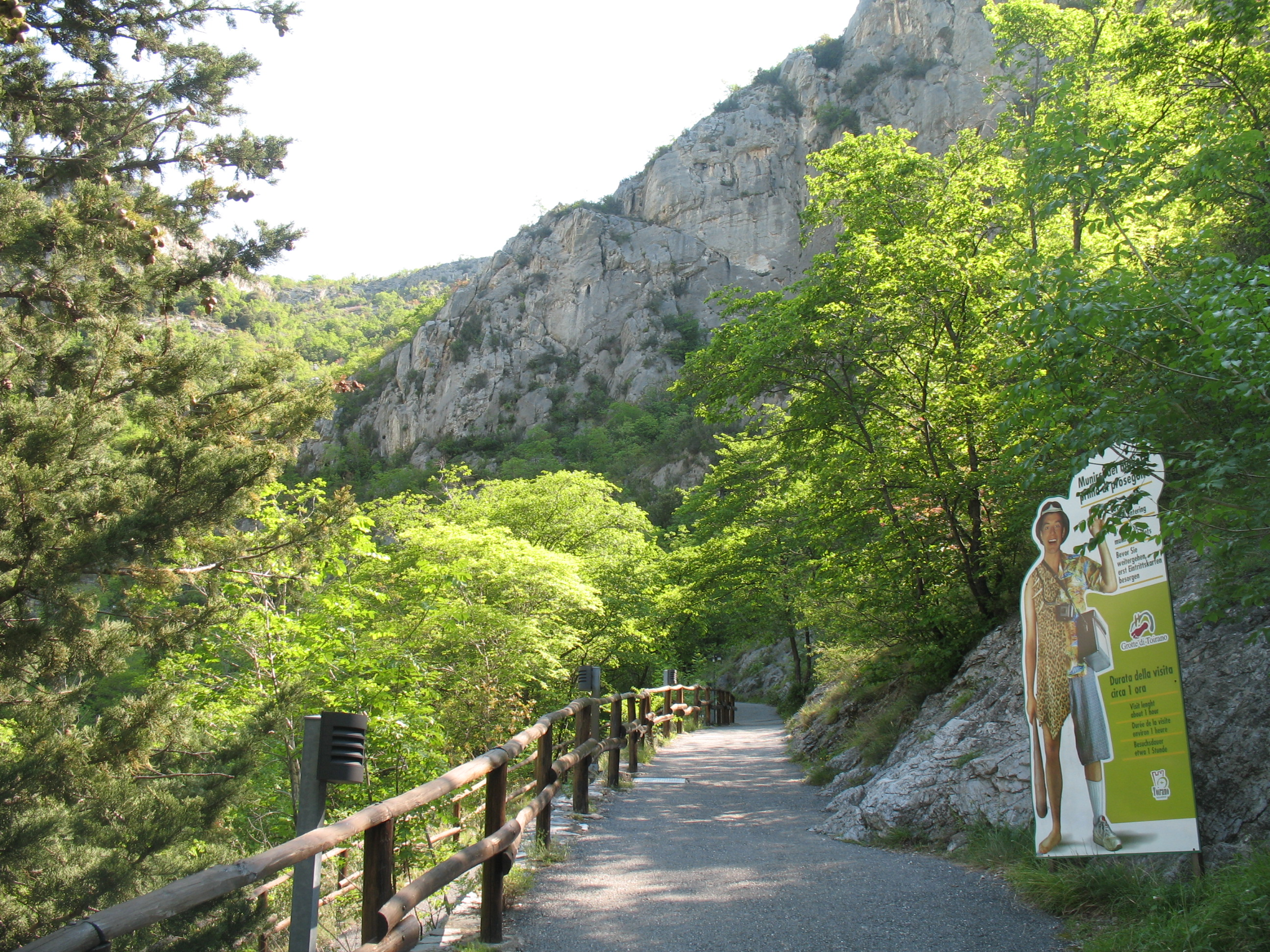
Weg zum Eingang der Höhle Grotta della Bàsura

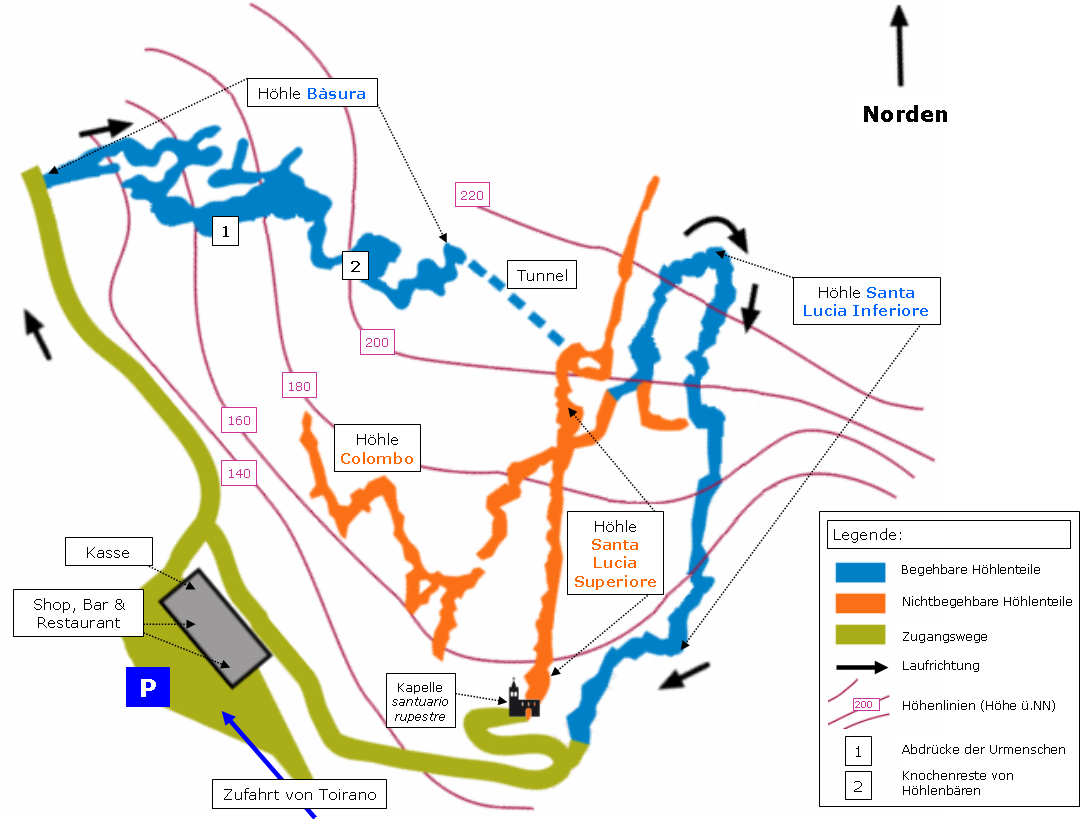
Die Tour durch die Höhle

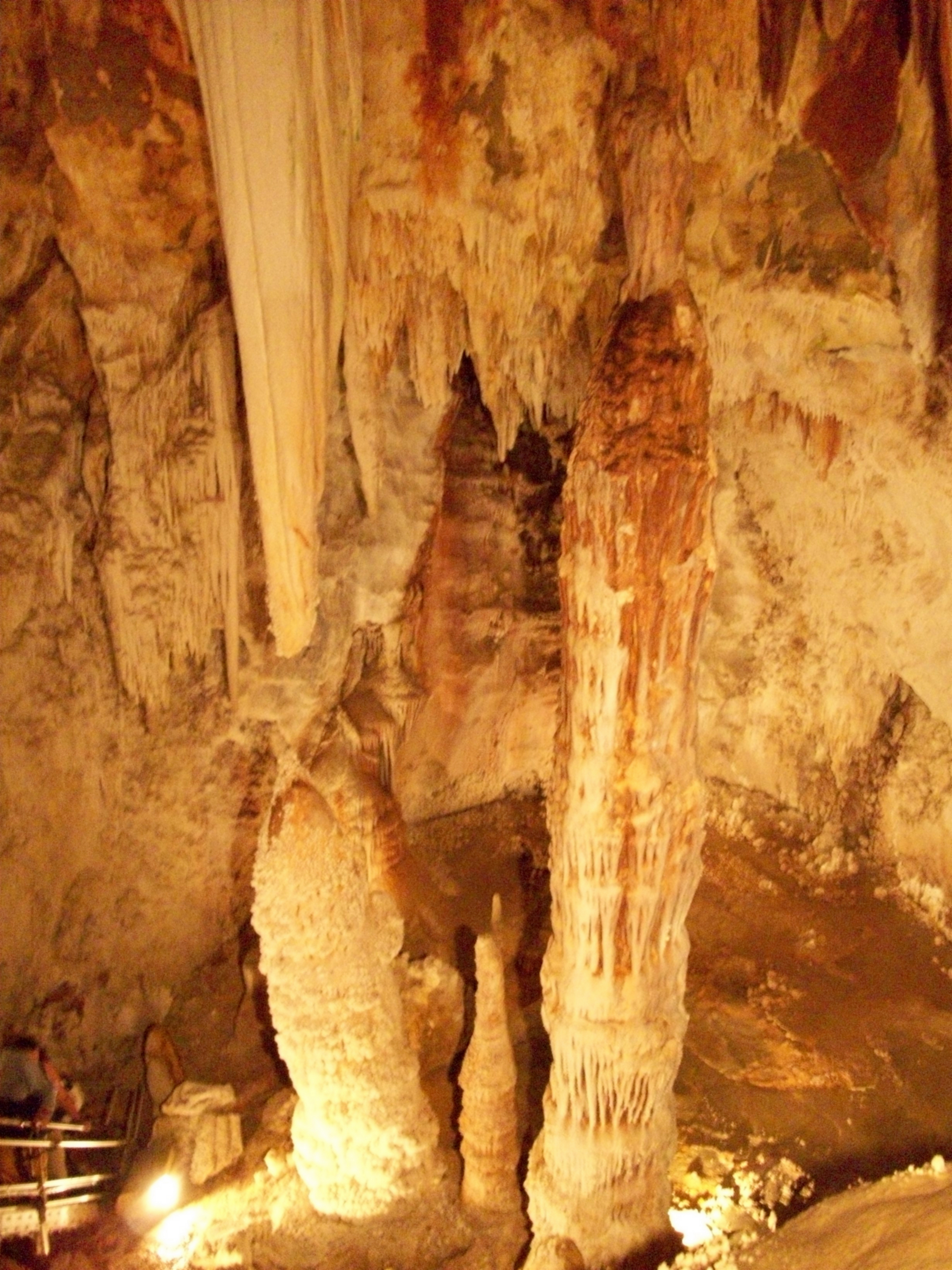
Der „Turm von Pisa“ ist etwa 8 m hoch

Die Höhlen liegen im Vorgebirge eines Kalkmassives aus grauem Dolomit.
Die Höhleneingänge waren lange verschüttet, erst 1890 erforschte Nicolò Marelli die Eingangszone der Grotta della Bàsura, der „Hexenhöhle“. Ab 1950 wurde die Bàsura-Grotte von Speläologen freigelegt und als Schauhöhle ausgebaut. Eine Besichtigung der Höhle ist seit 1953 möglich. Über einen in den Stein gehauenen Verbindungstunnel von etwa 120 Metern Länge ist sie seit Mitte der 1960er Jahre mit der Grotta di San Lucia Inferiore verbunden. In der Grotta della Bàsura ist der Blick auf eine große Anzahl Stalaktiten und Stalagmiten möglich, die man normalerweise gar nicht sehen könnte: Ein bei der Entdeckung völlig mit Wasser gefüllter Raum im Antro die Cibele wurde entleert und ist heute „trocken“ zu besichtigen. Im Italienischen werden diese großen kugeligen Ablagerungen „concrezioni mamellonari“ genannt, große und breite gelbliche Gebilde, Naturwunder, die nur unter Wasser im Laufe von Jahrtausenden entstehen.
Der Il Tanone, das letzte Stück der Grotte Lucia, war früher einmal Luftschutzkeller und wird heute für Veranstaltungen genutzt.
Vor etwa 14.000 Jahren hatten sich in der Höhle einige Menschen-Familien (Homo sapiens) aufgehalten. In den vorderen Bereichen sind Spuren ihres steinzeitlichen Lebens gefunden worden: mehrere Fußabdrücke, mehrere Knieabdrücke und Abdrücke von Fingerkuppen. Daneben sind Tonkügelchen zu sehen, die an die Wand geworfen wurden. Tonkugeln und Spuren an der Wand sind heute noch zu sehen. Neuere und detaillierte italienisch-südafrikanisch-argentinische Untersuchungen von 2016 konnten 180 Fußabdrücke einer Gruppe menschlicher Vorfahren nachweisen, die von zwei Kindern (geschätzt 3 und 6 Jahre alt), einer jugendlichen Person (8–11 Jahre alt) und von zwei Erwachsenen stammten. Nur der größere Fußabdruck des schwereren Erwachsenen kann einem Mann zugeordnet werden. Die der anderen vier Individuen lassen über die Fußabdrücke keine geschlechtsspezifische Information zu. Die Untersuchungsergebnisse zeigten, dass die Gruppe tief in die Höhle bis zur Sala dei Misteri meist entlang einer Wandseite ging und mit Kienspanfackeln aus Waldkiefernholz ausgerüstet war. Vor allem im hinteren Bereich der La grotta della Bàsura zwischen den Abschnitten Bären-Friedhof und Saal der Mysterien konnte die Historie der Befahrung durch die Steinzeitmenschen aufgeklärt werden. Die ineinandergeschachtelten Fußabdrücke dienen heute als Beweis, dass die Individuen als gemeinsame Gruppe gleichzeitig die Höhle besuchten. Dabei konnte die im schmalen Höhlenbereich kniende oder rutschende Fortbewegungsweise erstmals dokumentiert werden. Gefundene Spuren von hundeartigen Tieren im Corridoio delle Impronte nahe der menschlichen Fußabdrücke lassen die Vermutung zu, dass Hundeartige schon domestiziert wurden.
Außerdem lebten vor über 20.000 Jahren auch Höhlenbären (Ursus spelaeus) in der Höhle, von denen Knochenreste zu bestaunen sind. Erstaunlich ist, dass die Knochen weit im Inneren der Höhle gefunden wurden, wo absolute Dunkelheit herrschte. Es wird vermutet, dass die Knochen bei Durchflutungen weit ins Innere der Höhle gespült wurden, was sich aus den Knochengemischen und Anordnungen der Knochenfragmente ergibt.
Funde belegen, dass die Höhlen in späterer Zeit auch als Begräbnisstätten der Römer genutzt wurden.

## Aufbau

### La grotta della Bàsura (grotta della strega)
1953 eröffnet:
- Sala Morelli (Zugang)
- Il Salotto
- Corridoio delle Impronte (Korridor der Abdrücke der Urmenschen)
- Il Laghetto
- Cimitero degli Orsi (Bären-Friedhof)
- Sala dei Misteri (Saal der Mysterien)
- Antro di Cibele
- Tunnel di collegamento (1967 eröffnet)

### Grotta di Santa Lucia Inferiore
1966 eröffnet, Richtung vom Ende zum Ausgang wie die Besucherrichtung:
- I Cristalli
- Pantheon
- Sala dei livelli (dei Capitelli)
- Il Tanone (Ausgang)

### Grotta di Santa Lucia Superiore
Die Grotte ist seit dem Mittelalter bekannt. Kurz nach dem Ausgang der Grotte Inferiore zweigt auf dem abwärts führenden Weg zum Ausgang nach rechts den Steilhang hinauf ein kurzer Weg zu einer aus der Felswand ragenden alten Kapelle ab, santuario rupestre genannt, die besichtigt werden kann. Die Kapelle ist ein spätmittelalterlicher Wallfahrtsort aus dem 15. Jahrhundert. Die Kapelle wurde zum Teil direkt in den Stein gehauen und bei ihr entspringt eine angeblich wundertätige Quelle, deren heilende Wirkung bei Augenkrankheiten der Heiligen Luzia zugesprochen wird. Links vor dem Aufgang neben dem Altar ist ein enger Zugang zu einer weiteren Höhle – der ca. 240 m langen Grotta di San Lucia Superiore.

### La grotta del Colombo
Nochmals ca. 50 Meter oberhalb Santa Lucia Superiore liegt die Grotta del Colombo, die nur zu wissenschaftlichen Zwecken begangen werden darf. Dort gefundene Knochenfragmente sollen ein Alter von über 300.000 Jahren haben und dem Homo heidelbergensis zuzuordnen sein.

Grotte di Toirano
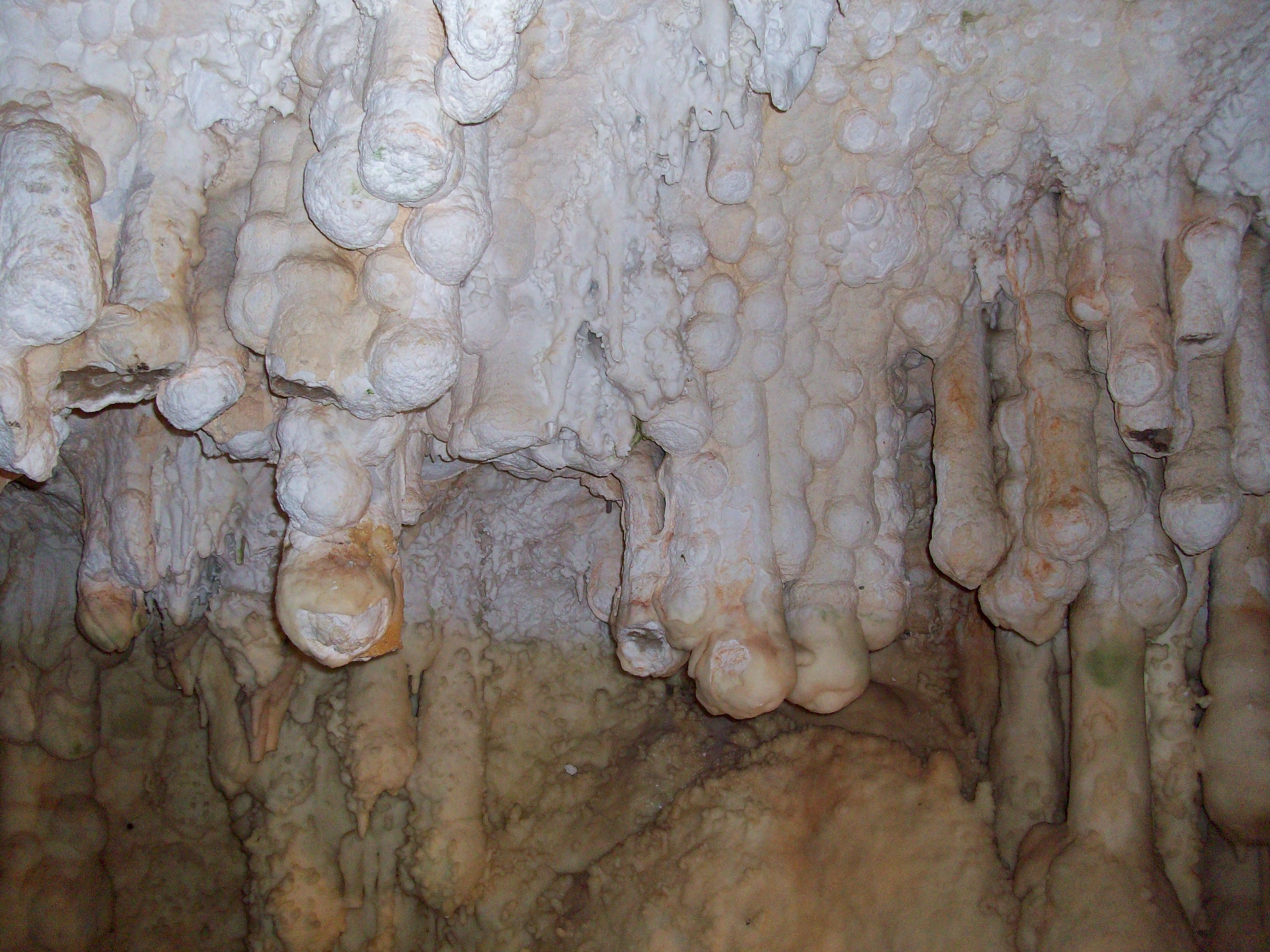
„Kugel“-Stalaktiten
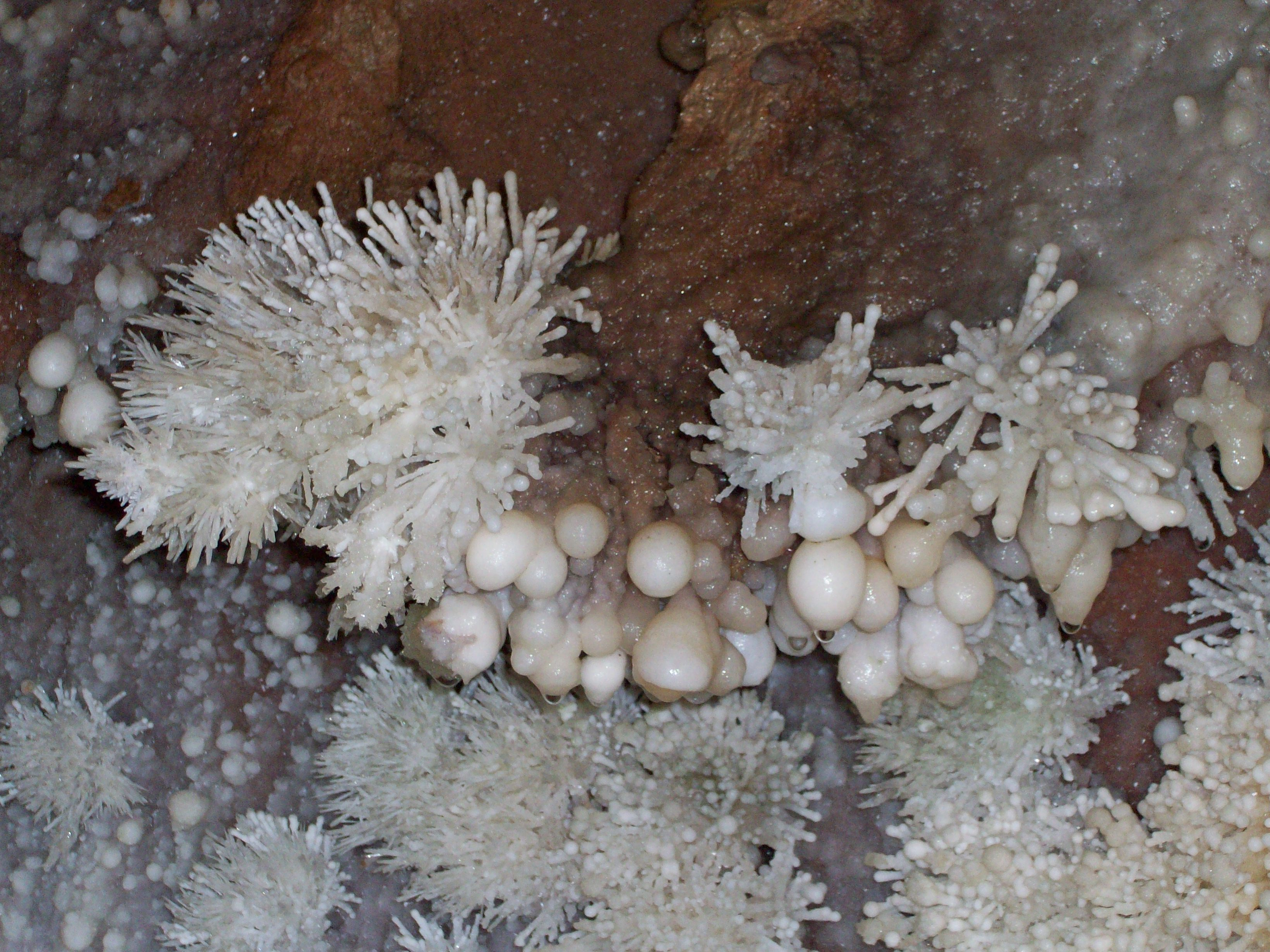
Aragonit „Sterne“ und kugelförmige Versinterungen
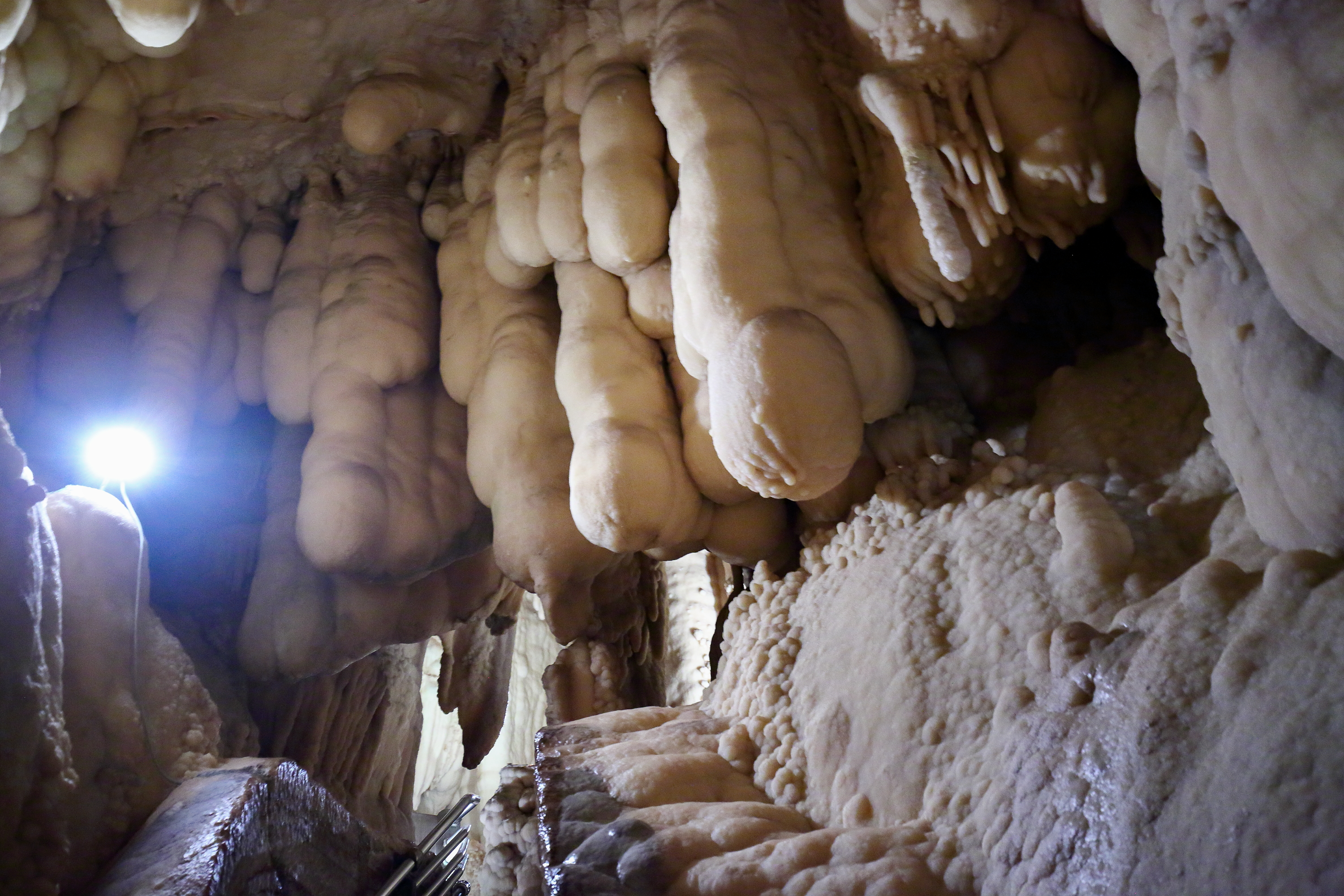
Massive Stalaktiten
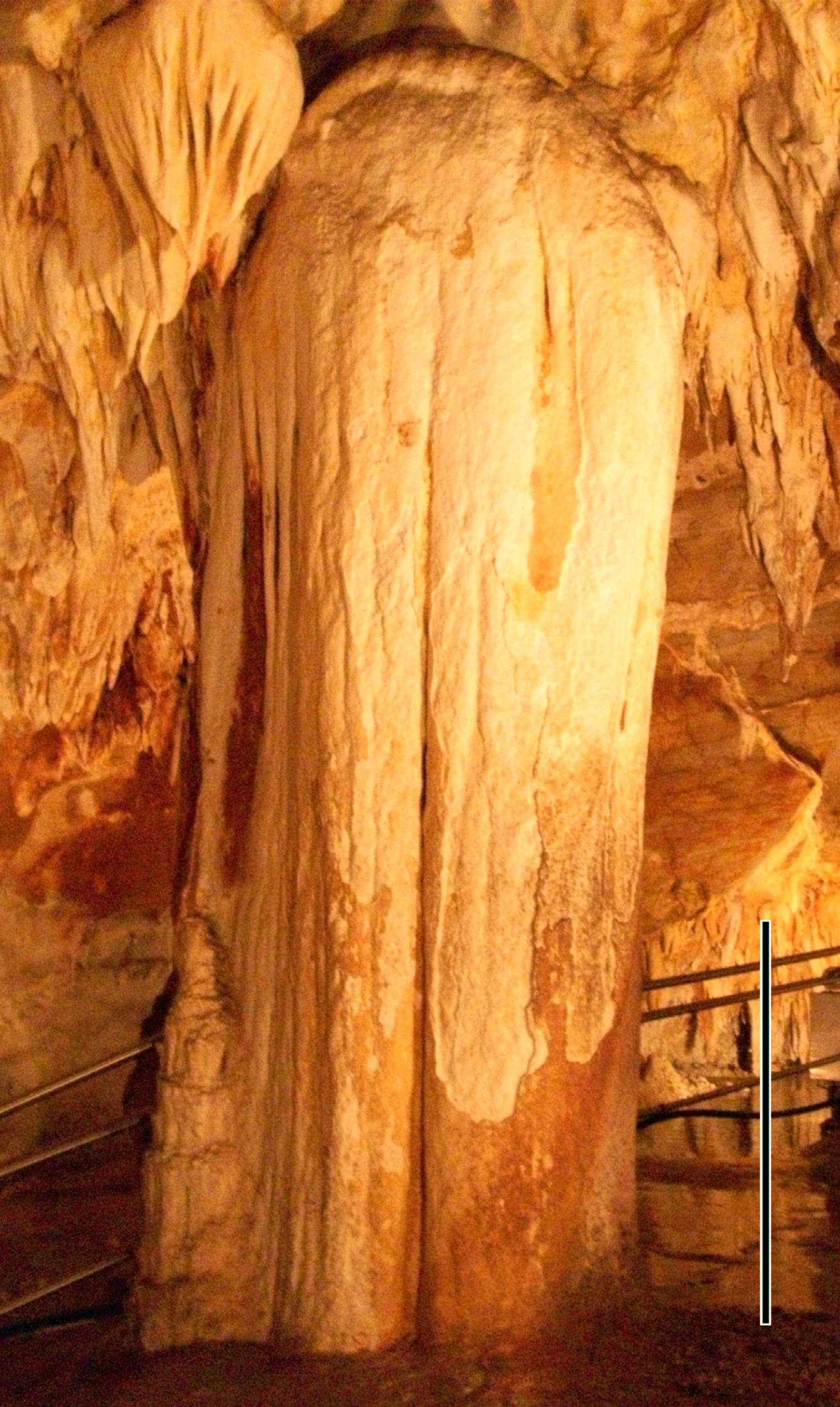
Ein Riesenstalagmit mit ca. 3,5 m Höhe und über 1 m Durchmesser

## Besucherinformationen
Jedes Jahr besuchen weit über 100.000 Touristen die Höhlen. Die Höhlen können durch Führungen besichtigt werden. Meist werden auch Fremdsprachenführungen auf Deutsch und Englisch angeboten. Es können Fotos in den Höhlen gemacht werden, außer in den Bereichen der Urmenschenabdrücke und der Tierknochenfragmente. Die angebotenen Führungen dauern zwischen einer bis anderthalb Stunden. Die Temperatur in der Höhle liegt bei etwa 16 °C.
Im Ort befindet sich das Museum Museo Etnografico della Val Varatella, in dem auch Fundstücke aus den Höhlen gezeigt werden.